# Ransom
Ransom (bra: O Preço de um Resgate; prt: Resgate) é um filme de ação, drama e suspense estadunidense de 1996, dirigido por Ron Howard, com roteiro de Cyril Hume e Richard Maibaum. 
Com elenco que inclui Mel Gibson, Rene Russo, Gary Sinise, Brawley Nolte, Delroy Lindo, Liev Schreiber, Evan Handler, Donnie Wahlberg e Lili Taylor, o filme segue Tom Mullen, milionário empresário que tem seu filho sequestrado por uma quadrilha orientada pelo experiente policial Shaker. Diante da incerteza quanto à integridade física de seu filho, ele oferece uma recompensa milionária pela captura dos criminosos.
A ideia original da história foi baseada em um episódio de The United States Steel Hour, com o título de Fearful Decision, que foi ao ar em 1954 e estrelado por Ralph Bellamy. Foi feito então um filme chamado Ransom! (br: Decisão Amarga / pt: O Resgate) em 1956. O roteiro foi escrito também por Cyril Hume e Richard Maibaum, com Glenn Ford, Donna Reed e Leslie Nielsen. Este remake de 1996 também foi influenciado pelo romance de 1959 King's Ransom, uma obra de Ed McBain que, por sua vez, foi a base para o filme High and Low, de Akira Kurosawa, produzido em 1963.
É a terceira vez que os atores Mel Gibson e Rene Russo atuam juntos. Os outros filmes foram Lethal Weapon 3 e Lethal Weapon 4. Gibson foi nomeado para um Globo de Ouro para Melhor Actor.
O filme recebeu críticas em sua maioria positivas, e foi um grande sucesso financeiro, tornando-se uma das dez maiores bilheterias de 1996 nos Estados Unidos.

## Sinopse
Enquanto o multimilionário Tom Mullen e sua esposa Kate participam de uma feira de ciências, seu filho Sean é sequestrado. Sean é levado para um apartamento por Maris Conner, uma fornecedora dos Mullens, junto com os irmãos Clark e Cubby Barnes e Miles Roberts, e o detetive Jimmy Shaker, namorado de Maris e o mentor por trás do seqüestro. Tom e Kate recebem um e-mail dos seqüestradores exigindo US$2,000,000. Tom liga para o FBI, que começa a operar em sua cobertura na cidade de Nova York sob o agente especial Lonnie Hawkins. Em particular, Tom expressa sua crença de que um militante sindical, Jackie Brown, que está na prisão após um dos escândalos comerciais de Mullen, possa estar por trás disso. Eles visitam Brown na prisão, mas ele nega com raiva qualquer envolvimento com o seqüestro.
Tom concorda com as instruções do FBI para entregar o resgate. Recebendo um telefonema de Shaker, que disfarça eletronicamente sua voz, Tom segue suas instruções. Ele conhece Cubby em uma pedreira de Nova Jersey, mas se recusa a entregar o dinheiro quando Cubby não dá as instruções que Shaker havia prometido. Uma briga se inicia e o FBI intervém e atira em Cubby. Ele morre antes que ele possa revelar a localização de Sean. Shaker depois organiza outra entrega. Enquanto Tom inicialmente concorda em pegar o dinheiro sozinho, ele percebe que não há garantia de que Sean será devolvido vivo e, em vez disso, aparece na televisão para oferecer o resgate como recompensa pela cabeça dos sequestradores, prometendo retirar a recompensa e retirar todas as acusações, se o seqüestradores devolvem seu filho vivo e ileso.
Apesar dos pedidos de Kate e do agente Hawkins, Tom mantém seu plano, acreditando que é a melhor chance de Sean voltar. Shaker atrai Kate para uma reunião onde ele diz a ela para pagar o resgate ou Sean morrerá antes de largar a camiseta manchada de sangue de Sean. Tom responde aumentando a recompensa para US$4,000,000. Shaker liga para Tom e exige ser pago, mas Tom ainda se recusa, e Shaker dispara um tiro depois que Tom ouve Sean gritar por ajuda, levando Tom e Kate a acreditar que seu filho está morto. Clark e Miles tentam abandonar o plano e fugir, mas Shaker chama o Departamento de Polícia de Nova York para solicitar apoio e mata os dois homens, fazendo parecer que Miles atirou primeiro, e mata Maris depois que ela o atira no braço por trás. A polícia de Nova York chega e encontra Shaker com Sean, acreditando que Shaker encontrou e resgatou o garoto. Hawkins informa Tom e Kate e eles se reencontram com seu filho enquanto Shaker é hospitalizado. Tom também reconhece Maris.
Mais tarde, Shaker faz uma visita a Tom para reivindicar a recompensa e deixar o país antes que os investigadores descubram sua conexão com Maris. Tom e Sean, no entanto, reconhecem Shaker como o seqüestrador, e Shaker percebe isso. Embora seu plano inicial seja matar todos no apartamento, Tom o convence a acompanhá-lo ao banco para ganhar o dinheiro e sair em paz. No caminho, no entanto, Tom alerta discretamente Hawkins, a polícia e o FBI convergem para Tom e Shaker do lado de fora do banco. Assim que Tom e Shaker saem do banco, dois policiais (que cumprimentaram Shaker e Tom antes de entrar no banco) informam a Shaker que ele será detido, fazendo com que Shaker os atire antes que Tom o derrube no chão, após o que uma perseguição acontece em que Tom e Shaker lutam furiosamente antes de cair pela vitrine de uma loja, ferindo gravemente ambos e empalando Shaker no pescoço. Tom pega uma pistola escondida (que Shaker puxou durante a briga) e aponta para Shaker antes que Hawkins e outros policiais continuem exigindo que ele solte a arma e se afaste. Desesperado, Shaker sacode outra arma escondida, mas é morto a tiros por Tom e Hawkins. Tom finalmente deixa cair a arma e a polícia corre para prendê-lo, mas Hawkins diz para eles se segurarem como se fosse autodefesa, permitindo que Tom e Kate deixassem a cena.

## Elenco
- Mel Gibson como Tom Mullen
- Rene Russo como Kate Mullen
- Brawley Nolte como Sean Mullen
- Gary Sinise como Detetive James "Jimmy" Shaker
- Delroy Lindo como Agente Especial Lonnie Hawkins
- Lili Taylor como Maris Conner
- Liev Schreiber como Clark Barnes
- Donnie Wahlberg como Cubby Barnes
- Evan Handler como Miles Roberts
- Paul Guilfoyle como Diretor FBI Stan Wallace
- José Zúñiga como David Torres
- Dan Hedaya como Jackie Brown
- John Ortiz como Roberto
- David Vadim como oficial da NYPD